# Памятники природы Азербайджана

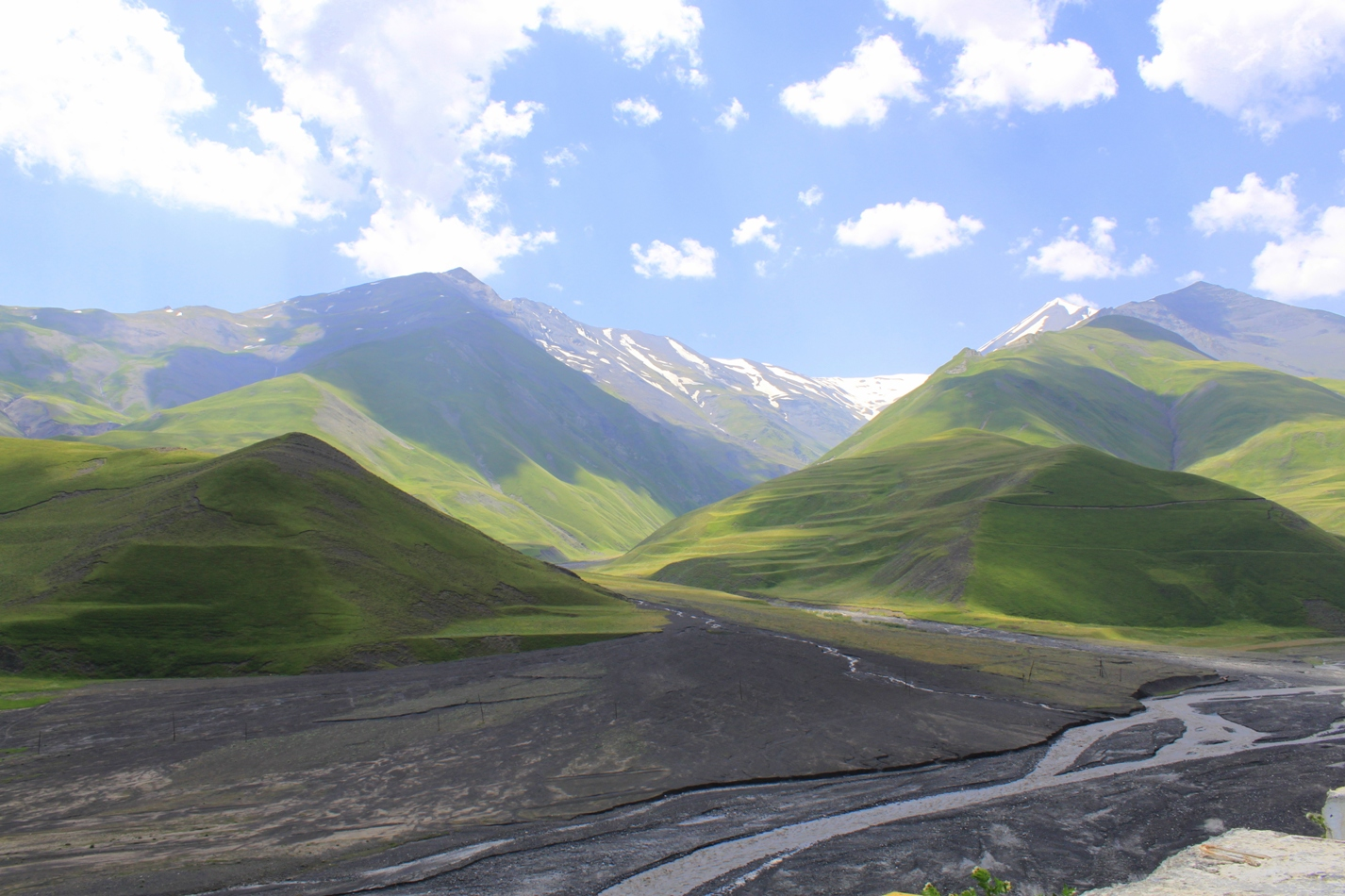
Горный ландшафт. Кубинский район

Азербайджан входит в субтропическую зону, которая оказывает влияние на формирование отдельных типов климата. Из существующих 11 типов климата, 9 встречаются на территории Азербайджана.
Природные памятники Азербайджана можно разделить на
- геологические
- геолого-геоморфологические
- геоморфологические
- гидрологические
- флористические
- фаунистические
- ландшафтные группы

## Геологические памятники

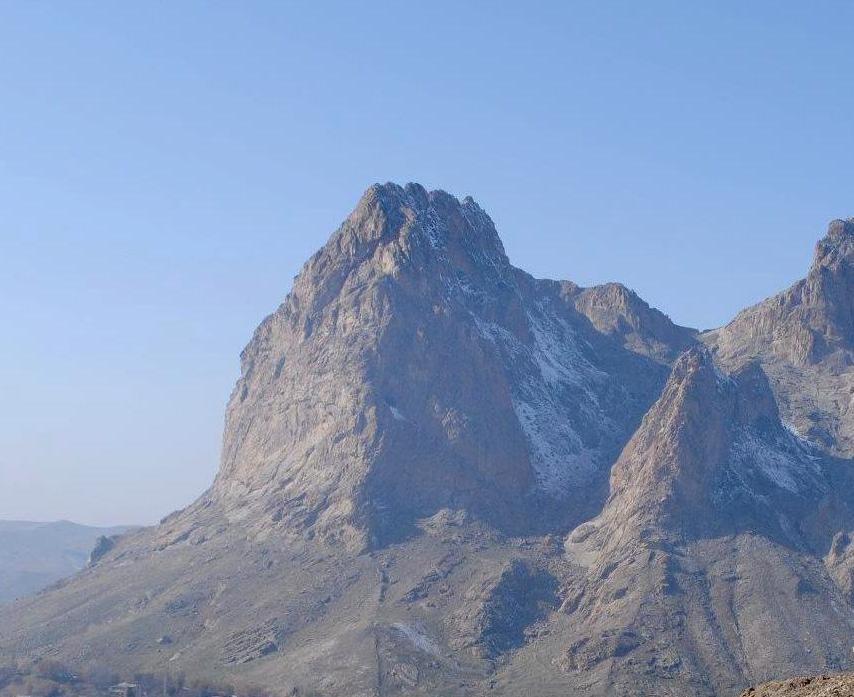
Гора Алинджа. Джульфинский район

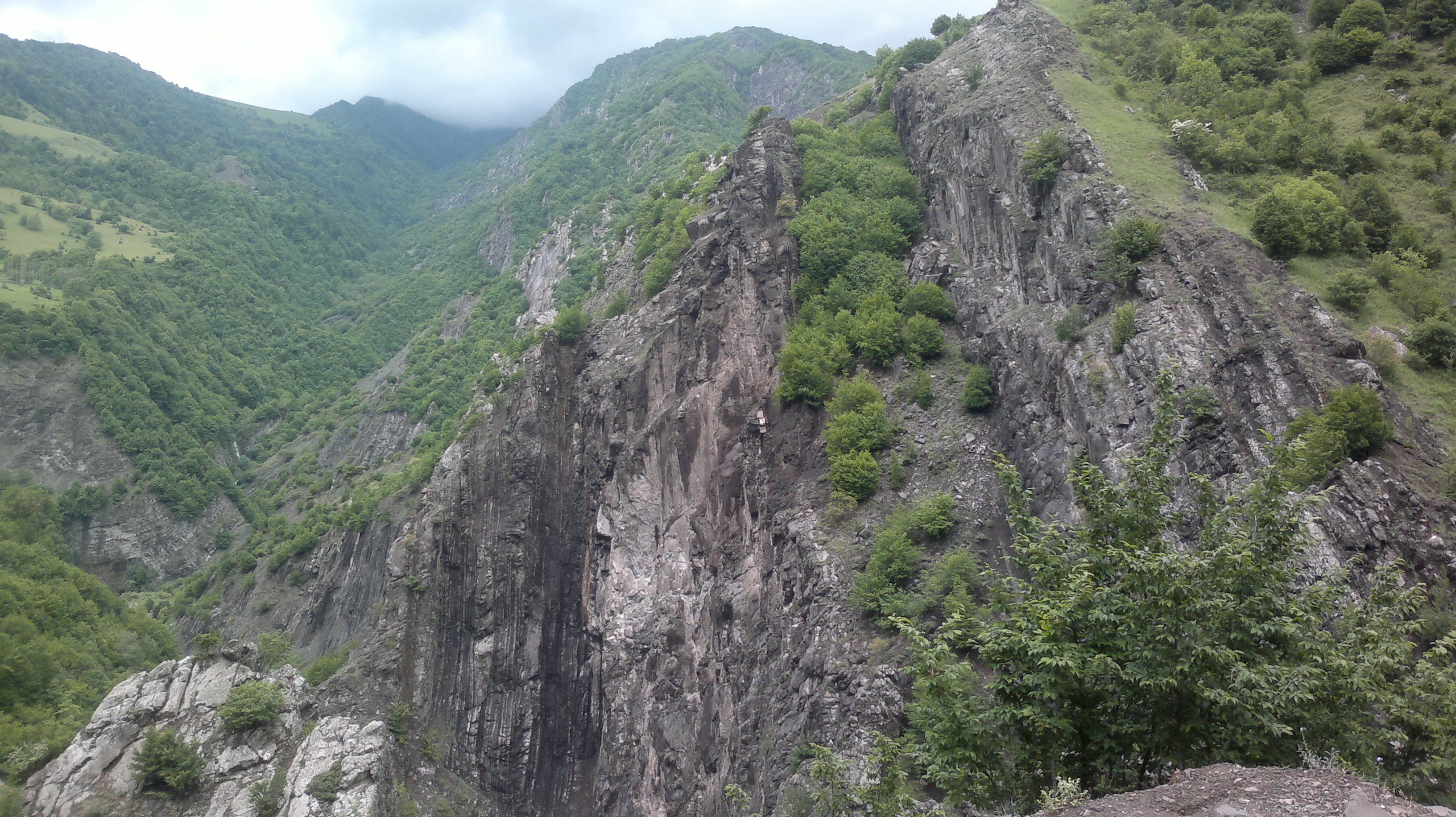
Мезозойские отложения по дороге в Лагич. Исмаиллинский район

Территория Азербайджана входит в пояс Альпийской складчатости и имеет сложное строение. На протяжении последних 13 — 15 тысяч лет климатические условия и регрессия моря в целом создали уникальные формы рельефа. Самыми древними породами являются отложения нижнего палеозоя, сложные метаморфизированными кристаллическими сланцами. Территория Азербайджана богата палеонтологическими и минералогическими памятниками.
Одним из уникальных геологических памятников являются сарматские отложения, сохранившиеся на абсолютной высоте 3600 м и местами встречающихся в виде отдельных остацевых форм.
В результате аридно-эрозионноденедуацивных рельефообразующих процессов на его территории образовались горы, холмы и различные скалы.
Скалы и горы:
- Иландаг,
- Нахаджар,
- Алинджа, и другие горы в Нахичеванской АР.

Самые древние кристаллические породы девона:
- Дахна,
- Сарыдаг,
- Велидаг и др.

Отложение плиоцена:
- Амбизлер,
- Гушгаясы в Кобустане.

Гидрологические памятники природы: Дарыдаг, Сираб, Бадамлы, Туршусу, Ширлан-Истису, Славянка, Агкерпю, Халтан, Хаши, Джими, Халхал, Бешбармаг, Гырхбулаг.
Профессор А. Г. Аскеров был первым ученым, открывшим и исследовавшим минеральный источник «Бадамлы» в 1945─1947 годах, на месте этого источника был открыт первый завод минеральных вод в 1947 году.

## Гидрологические памятники

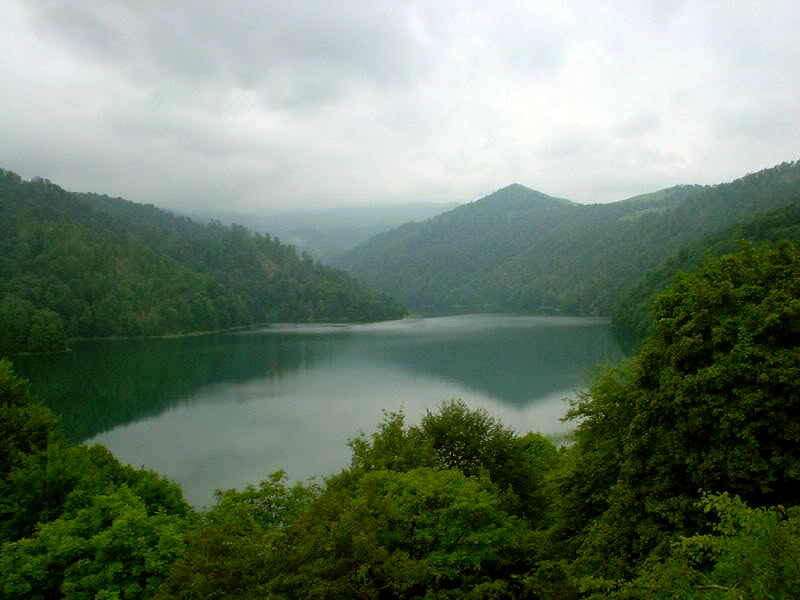
Озеро Гёйгёль. Гёйгёльский район

В Азербайджане в основном протекают горные реки. Перепад высот между верхними и нижними течениями составляет 2000-3000 м а расстояния от устья реки до выхода её на равнину от 20- 30 м. Вот почему быстрые реки, протекающие глубоко в долинах, создают свои собственные формы рельефа. На реках Гусарчай, Гудиялчай, Кишчай, Курмукчай, Зеямчай, Нахчиванчай, Ленкоранчай образовалось много водопадов. В Азербайджане есть два типа водопадов: постоянные и временные водопады. Самые высокие из них: 
- Афурджа (Вельвельчай),
- Илису (Курмукчай),
- Мычиг (Демирапаранчай),
- Хамзали (Hamzaciacay),
- Катек (Катеччай),
- Едди Гезяль

В Азербайджане существует 7 видов озер, и некоторые из них привлекают внимание своей формой и красотой.
- Ледниковые озера (Шахдаг, Базардузу, Муровдаг и др. Находятся в высотной зоне);
- Заливные озерв (в основном в районе Кура - Сарысу, Гаджигабул, Мехман, Аггол и др.);
- Озера Белиза (наблюдаются на Малом Кавказе - Гейгель, Маралгель, Аггель, Гарагель и др.);
- Лагунные озера (расположены в прибрежной зоне Каспийского моря - Гумусован, Агзибекала и др.);
- Озера карстового происхождения (расположены в Гобустане, Хасинохуре, Джейранхоле);
- Скользкие озера (расположены в бассейнах рек Ачай, Сумгаитчай, Гирдиманчай и других);
- Озера реликтового происхождения (расположены на Абшеронском полуострове - Масазир, Беюкшор, Курдахани, Ганигол и др.).[2]

## Флористические
Растительный покров территории Азербайджана подчиняется как горизонтальному, так и вертикальному закону, а также другим физико-географическим компонентам. Однако растения подвергаются внутренней дифференциации из-за местных природных условий, в том числе климатических и рельефных изменений. Флора - одна из самых ярких составляющих ландшафта. Изменение ландшафта на равнинах и в горах отражает весь фактор формирования ландшафта. Поэтому флора является не только одним из основных компонентов физико-географической среды, но и взаимодействием факторов внутренней структуры ландшафтного образования. Платаны, возраст которых 1500-1700 лет, являются драгоценными дарами природы. Они защищены и тщательно охраняются. Восточный платан на территории Азербайджана естественным образом сохранился только в бассейне Баситчай Зангиланского района. Единственная естественная родина сосны Эльдар находится в государственном природном заповеднике Эльдар Шамы на холме Джейранчол.

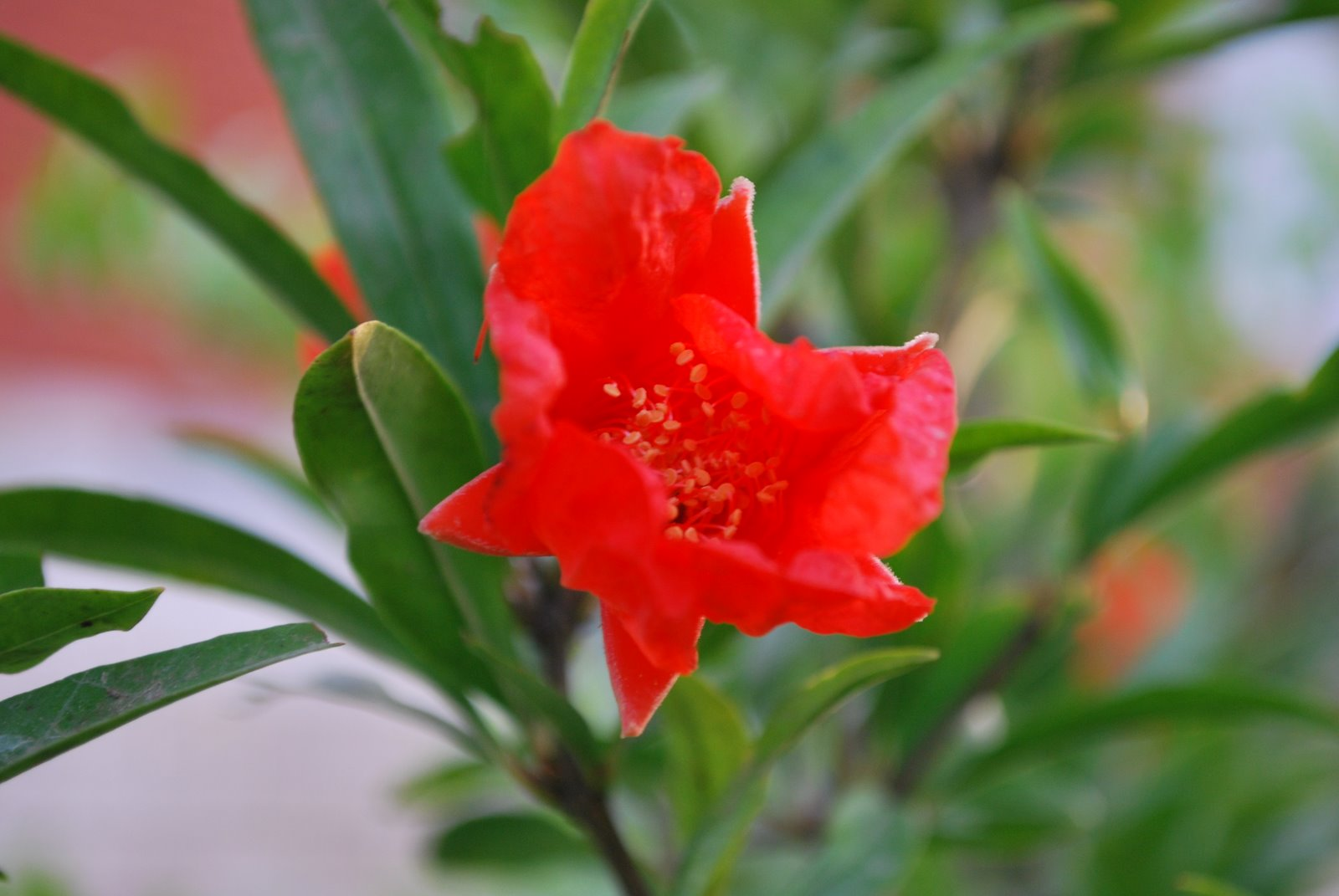
Цветок граната. Масаллинский район

Султанбуд лесной (фисташка), гёйгельская ель и тд. охраняются как флористические памятники. Плантации лесных орехов вдоль дороги Губа-Хачмаз и вдоль пути Огуз-Шеки-Загатала-Балакан создают живописный ландшафт. Существующая в Азербайджане эндемичная флора (железное дерево, каштан) развивалась в Талышских горах.

## Фаунистические памятники

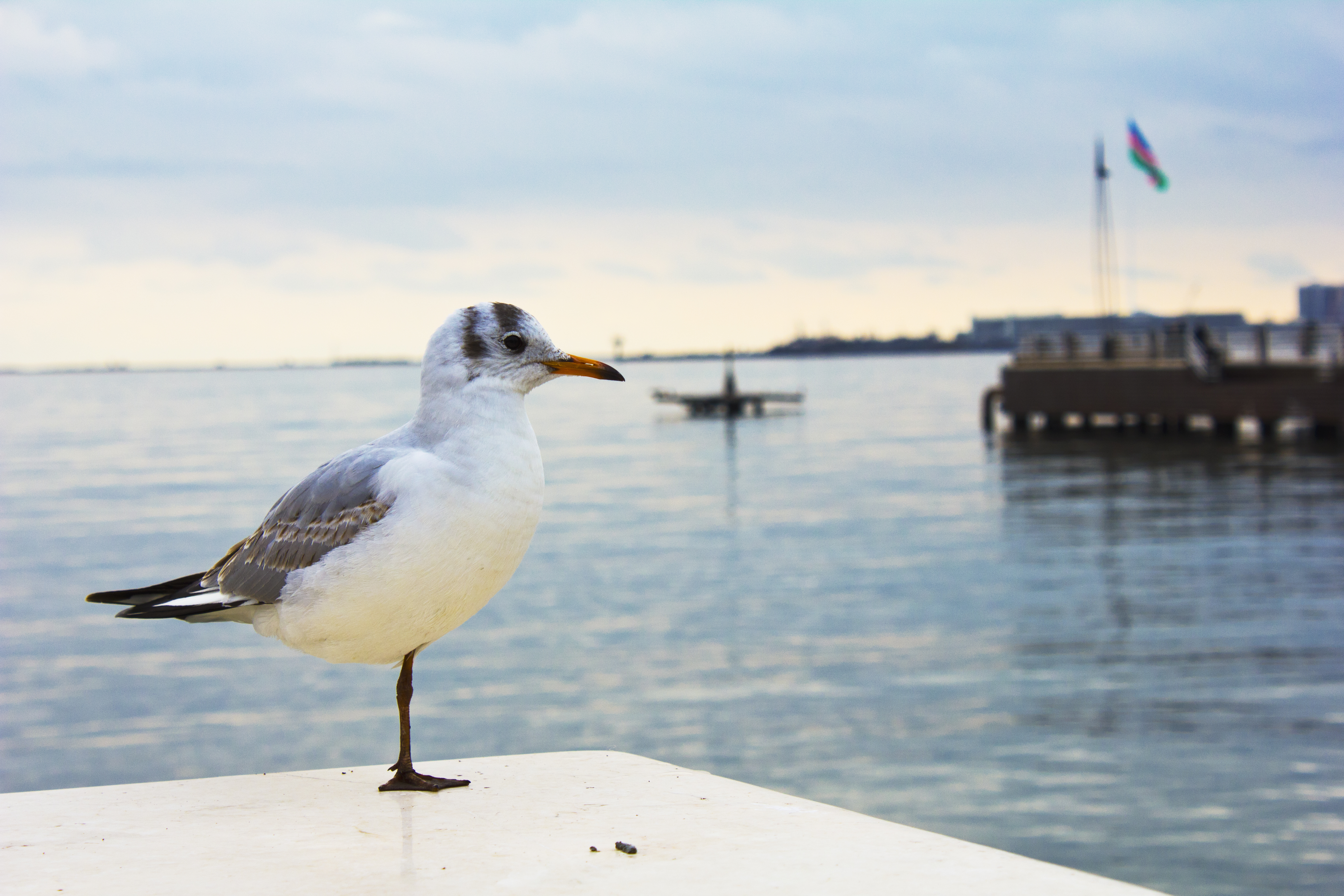
Чайка. Баку

Разнообразие азербайджанской природы привело к разнообразию животного царства. До сих пор мир животных претерпел серьезные изменения с далекого геологического прошлого и был обогащен миграцией некоторых видов животных на Кавказ, а также в соседний Иран, Центральную Азию, Средиземноморье и другие районы.
Тугайные леса имеют уникальную дикую природу. Там широко распространены барсуки, ежи, летучие мыши, совы, птицы и так далее.
Газели в сухих полупустынях считаются одной из бурных жемчужин Азербайджана, а также Кавказа. На равнинах, в лесу и в предгорных кустах (Шоллар, Алазан-Эйричай и др.) обитают косуля, кролик, ягненок, дикие кошки, белки. В горных лесах широко распространены кавказские олени, косули, олени, дагестанские горные козлы, медведи, рыси.
Каспийский тюлень, который появлялся в Каспие с марта по апрель и с октября по ноябрь, был включен в Книгу рекордов Гиннеса как самая маленькая свита в мировом океане. Есть также утки, пеликаны и другие птицы. Осетр, золотая рыба, хешам, карп, преобладают в море. Река Кура насчитывает более 30 видов рыб. 

## Ландшафтные памятники
Среди ландшафтных памятников следует отметить такие, как Халтанская впадина (1000—1800 м), расположенная на северо-востоке Азербайджана, в верхнем течений реки Гильгильчая и Вельвельчая, озеро Гёйгёль, образовавшееся в результате землетрясения, природные памятники мирового значения: Иланлыдаг, Гёйгёльский заповедник, Гызылагачский заповедник и др.